# Классическая Греция
Класси́ческая Гре́ция (V—IV вв. до н. э.) — период высшего расцвета полисного устройства. Достижения греков в области архитектуры, скульптуры, вазовой живописи, ювелирного искусства, поэзии, театрального искусства, науки (астрономии, геометрии, физики, зоологии, медицины, психологии, логики, политологии, искусствоведения, риторики, экономики, истории, географии) и государственного устройства в этот период столь велики, что вызывали и вызывают стремление подражать им, брать за образец. Именно поэтому эта эпоха называется «классической», то есть достойной подражания.

## Военно-политическая история
В результате победы греков в греко-персидских войнах (500—449 до н. э.) происходит возвышение Афин, создаётся Делосский союз во главе с Афинами. Время наивысшего могущества Афин, наибольшей демократизации политической жизни и расцвета культуры приходится на время правления Перикла (443—429 до н. э.). Борьба между Афинами и Спартой за гегемонию в Греции и противоречия между Афинами и Коринфом, связанные с борьбой за торговые пути, привели к Пелопоннесской войне (431—404 до н. э.), которая завершилась поражением Афин. Впоследствии гегемония Спарты в Греции была оспорена Фивами (371 г. до н. э.). Бесконечные междоусобицы ослабили Грецию, и царь Македонии Филипп II к 338 г. до н. э. сумел поставить под контроль почти все полисы материковой Греции.

## Социально-экономическое развитие
Экономической основой греческого полиса было сочетание города — обнесённого стенами большого плотно населённого поселения с торговой гаванью, рынком (агорой) и с городской экономикой — ремеслом и торговлей, особенно морской, и земледельческой периферии полиса. В греческих полисах широко практиковалось рабство иностранцев. В Спарте преобладала илотия — государственное рабство основной массы земледельцев-греков. Кроме того, в Спарте именно илоты занимались и ремесленным производством, так как полноценные граждане были всецело вовлечены в военное дело. Похожие формы рабской и крепостнической зависимости основной массы земледельцев существовали в некоторых других отсталых аграрных греческих полисах.
Экономическое развитие классической Греции было неравномерно. При этом в наименее развитых областях преобладало именно земледелие, экономика была замкнутой, то есть хозяйство всецело носило натуральный характер и было нацелено на внутреннее потребление. Наиболее развитыми были Афины, которые в середине V в. до н. э. переживали свой «золотой век». Крупными экономическими центрами были также Мегары, Коринф, Милет. Спарта не была включена в межполисную торговлю ввиду изоляционистского характера её строя.

### Рабский труд в экономике
Рабский труд активно применялся в ремесленном производстве, в первую очередь, в наиболее развитых полисах. С увеличением количества рабов, с ростом благосостояния ремесленников, последние всё активнее привлекали рабов к выполнению наиболее тяжёлой работы. Кроме того, в дальнейшем ремесленник мог и вовсе устраниться от прямого участия в производстве, лишь контролируя работу своего предприятия, однако это были редкие случаи. Подобные рабовладельческие предприятия назывались эргастериями. Увеличение числа рабов в классическую эпоху связано с усилением военной мощи ряда полисов, которые в результате успешных военных походов обращали в рабство побеждённых варваров.
Рабы использовались и в наиболее тяжёлых сферах производства — в добыче серебра и металла, земледелии. Данные отрасли характеризовались широким использованием дешёвого рабского труда. Рабы сдавались хозяевами в аренду на прииски, что приносило хороший доход как рабовладельцам, так и государству, взимавшему пошлину за эту процедуру.
Однако в этот период уже получила определённое распространение практика замены рабского труда платой хозяину со стороны раба, который жил отдельно от него и зарабатывал себе на жизнь самостоятельно.

### Торговля
В крупных экономических центрах активнее развивалась торговля, так как только у достаточно развитых полисов были ресурсы для обеспечения необходимой инфраструктуры (в первую очередь, дорог для подвоза товара). Торговля осуществлялась на рыночной площади, где торговали в основном продовольствием, предметами быта и иными продуктами мелкотоварного производства. При этом, рынки работали постоянно. Также, по случаю особых религиозных празднеств устраивались более масштабные ярмарки, на которых торговали не только жители полиса, но и граждане из других полисов. Торговля на рынках регулировалась посредством института агораномии. Агораномы взимали торговый сбор за место на рынке, разрешали мелкие гражданские споры, следили за порядком. По свидетельству Аристотеля, в Афинах работало 10 агораномов — по 5 в Пирее и на афинском рынке. Кроме того, так как афинские рынки были многолюдными и разношёрстными, необходима была и должность метронома, сводившего различные меры весов и количества товара.
Экономика классической Греции отличалась большим развитием кредита, дальней морской торговли и впервые в истории широким использованием денег (металлических монет из меди, серебра и золота). Однако единой денежной системы на территории Эллады не существовало. Так, в Спарте деньги были металлическими, что делало невозможной беспрепятственную торговлю между нею и другими полисами. Различие в денежных системах между отдельными полисами значительно усложняло процесс торговли. Для обмена в правильном соотношении одной монеты на другую на рынках работали специальные люди — трапезиты, которые со временем стали незаменимыми посредниками в торговых сделках, а у их клиентов появились собственные денежные счета, которые они хранили у этих менял, знавших все существовавшие тогда в обороте монеты. Однако самым надёжным хранилищем богатств были, в первую очередь, храмы.

#### Появление кредита
С развитием торговли и усложнением функций трапезитов в Греции начало зарождаться и ростовщичество. В первую очередь, к залогам прибегали моряки, которые были вынуждены соглашаться на высокие проценты из-за рискованности их экспедиций. Они закладывали свои суда и иное имущество в обмен на наличные деньги, которые нужны были им в экспедиции. Кроме того, под залог трапезитам сдавали и землю, и драгоценности, и имущество.
Главным центром межполисной и международной торговли в классической Греции был афинский порт Пирей, который являлся и местом проживания купцов, торговцев, моряков и иных групп, занятых в сфере экономики. Из продуктов питания главными экспортными товарами Греции были оливки и производное от них оливковое масло, а также вина. Кроме того, вывозились различные ювелирные изделия, совершенная по технике росписи аттическая керамика. В качестве сырья греки экспортировали мрамор, серебро, свинец. Импортировались товары из различных стран. Египет был поставщиком папируса, из восточного Средиземноморья и с Кавказа привозился лес, из других регионов ввозили медь, лён, парусину и др. В Пирее же осуществлялась и работорговля.

#### Государство в экономике
Греческие рынки не были нерегулируемыми. С развитием торговли, увеличением её масштабов, государству пришлось начать вмешиваться в торговлю, чтобы урегулировать отдельные её стороны. Так, под особым покровительством находились торговцы, отплывавшие для заключения сделок в другие страны, морская торговля напрямую охранялась государством. Кроме того, наиболее сильные полисы стремились заключить выгодные торговые договоры. Под особым контролем в Афинах находилась торговля хлебом. Полис напрямую зависел от поставок зерна из Сицилии и любой их сбой приводил к резкому росту цен. Этим обстоятельством порой пользовались те, кто желал наживиться, создавая панику на рынках. Был установлен ряд ограничений, в частности, с целью не допустить перехват поставок ввоз зерна мог происходить только через Пирей.
Кроме того, государство с целью пополнения казны взимало и торговые пошлины, которые менялись в зависимости от нужд полиса. Кроме того, право на взимание пошлин могло быть передано откупщикам на аукционе. Это стоило недёшево, однако прибыль окупала плату за получение такого права. С помощью пошлин одновременно налагалась и юридическая ответственность. Так, при попытке провезти товар в обход таможен, размер пошлины становился десятикратным.
Наконец, полис мог ограничить или вовсе запретить экспорт тех или иных товаров или установить торговую монополию на определённый товар в целях стабилизации рынка.

### Промыслы
В большинстве греческих полисов выращивалось много винограда, оливок, развивалось рыболовство, животноводство, керамическое ремесло, судостроение, металлургия и металлообработка. Зерновые в больших масштабах выращивались только в некоторых равнинных районах материковой Греции (Лаконика, Беотия, Фессалия, Македония) и в некоторых греческих колониях на Сицилии (Сиракузы, Агригент) и в Северном Причерноморье (Боспор Киммерийский, Херсонес Таврический, Ольвия).

## Военное дело
В военном сухопутном деле классической Греции господствовала фаланга гоплитов — правильное прямоугольное построение тяжеловооружённых воинов в бою. Подобная пехота требовала длительного обучения и высокой дисциплины, а также относительно больших расходов на защитное вооружение — металлический нагрудник, шлем, поножи и большой щит. Была изобретена и всё шире использовалась метательная артиллерия — катапульты, баллисты, стрелявшие тяжёлыми стрелами и камнями. Получила большое развитие осадная техника — многоярусные штурмовые башни, тараны. В военно-морском деле классической Греции широко использовались крупные многоярусные гребные боевые корабли с носовым тараном — триеры с тремя рядами вёсел, квадриремы и пентеры с четырьмя и пятью рядами, обеспечивавшие греческим полисам господство на большинстве торговых морских путей и акваторий Средиземного моря. Большие успехи древних греков классической эпохи в военном деле вызвали появление военного наёмничества — греческие военные наёмные отряды и военачальники успешно служили в вооружённых силах Персидской державы, Карфагена и других стран.

## Концепция кризиса полиса
Живой интерес у исследователей вызывает вопрос о причинах угасания классической греческой культуры. Для объяснения этого была выдвинута идея деградации, искажения и крушения принципов традиционной для древних греков гражданской общины (города-государства) — полиса («кризис полиса»). Несмотря на то, что полисные принципы жизни оставались актуальными для всего периода существования античных цивилизаций Древней Греции и Древнего Рима, наивысшего расцвета греческий полис достиг именно в классический период. В эпоху эллинизма, а тем более — римского владычества, полисное устройство в основном использовалось в качестве удобного для центральной власти механизма местного самоуправления, перестав быть универсальной основой жизнеустройства.

## Города и колонии
Самыми главными городами-государствами были Афины и Спарта. Другие города, такие как Коринф, Халкида, Милет, Смирна и Эретрия имели свои традиции и форму правления. Города-государства разрастались, основывали колонии на берегах Чёрного моря, в Киренаике — на севере Африки (Ливия), на Сицилии, в Южной Италии и даже на южном побережье Франции и Испании. Греческие города-государства соперничали между собой.

## Общественная жизнь
В греческих полисах жизнь отдельного человека подчинялась интересам страны. Это хорошо видно на примере военного государства Спарты, где мужчины рождались, чтобы стать воинами, а женщины, чтобы рожать новых солдат и воинов. В демократических Афинах граждане должны были служить в армии или исполнять государственные поручения, не думая о собственных интересах. Для охраны общественного порядка по инициативе Клисфена была введена новая форма голосования — остракизм — голосование на черепках. Если виновный получал более 3000 голосов из 6000, его изгоняли из города (во благо общества, конечно), чаще всего не предъявляя ему никакого обвинения. Остракизму были преданы Аристид, Фемистокл. Сначала остракизм действительно защищал демократию от политиков, которые ей угрожали. Но потом он превратился в метод политической борьбы и сведения счетов с личными врагами.
Центром публичной политической и культурной жизни в Афинах была агора. Здесь собирались афинские граждане, чтобы решать вопросы правления страной, философы — чтобы обсуждать проблемы, и каждый год весь народ — чтобы увидеть выступления поэтов.

## Повседневная жизнь
В Греции семья была основой государства. Браки в Афинах происходили чаще всего по решению глав семейств жениха и невесты, чувства молодых людей при этом не учитывались. Обществом были чётко определены функции мужа и жены. Муж занимался государственной деятельностью, жена, в свою очередь, воспитывала детей, хозяйствовала в доме. От мужчин зависело продолжения рода, поэтому они занимали господствующее положение в семье. Греческие семьи не были многодетными, чтобы избежать раздела родительского имения между детьми. «Имей лишь одного сына, чтоб прокормить наследие», — говорил Гесиод в «Трудах и днях». Власть мужа была полной и исключительной. Чаще всего отец решал судьбу сына. Только заведя собственную семью, сын освобождался от отцовского попечения.

### Развод
Муж мог отказаться от жены в любой момент, даже не имея на то веских причин. Жена со своей рабыней возвращалась в отцовский дом, взяв с собой свои украшения. Но развод не был частым явлением, потому что, расставшись, муж должен был вернуть жене её приданое. Только бесплодие могло стать веской причиной для развода. Женщина тоже могла расстаться с мужем, но для этого ей надо было пройти долгий путь судебного рассмотрения.

### Муж-гражданин
Мужчина в Греции жил полноценной жизнью и пользовался полной свободой вне дома. Каждый день он посещал агору, принимал участие в сборах, присутствовал на театральных представлениях и спортивных соревнованиях. Он должен был исполнять гражданские и государственные поручения. Но прежде чем вступать в свои гражданские права, молодой человек на протяжении 2 лет (от 18 до 20) служил в армии.

### Дети
Дети жили в гинекее со своей матерью и рабынями. У них были свои игры: кольца, обручи, игрушки из глины и даже домашние животные. Дети внимательно слушали рассказы кормилицы про героев, богов или же поучительные басни Эзопа. В 7 лет дети начинали посещать школу, где учились читать, писать и считать. Также они учились петь и танцевать. Девушки же оставались под опекой матери в гинекее.

### Спорт
Чтобы поддерживать себя в форме, греки уделяли большое внимание занятиям спортом. Каждый день они посещали спортивные залы или гимнасии. Также они могли заниматься физическими упражнениями в термах — гражданских банях. Мужчины занимались борьбой, либо боксировали, но отдавали преимущество соревнованиям с пятиборьем.

### Досуг
Часто мужчины устраивали в домах громкие банкеты — симпозиумы, во время которых они не только ели и пили, но и разговаривали, смотрели выступления певцов и танцовщиц, специально нанятых для увеселения гостей. Женщинам было запрещено веселиться рядом с мужьями, они должны были лишь следить за тем, чтобы гости не имели ни в чём нужды.

### Женщины в гинекее
Женщина находилась в женской части дома вместе с детьми и рабынями. Долгом жены было следить за работой рабов в доме, контролировать употребление продуктов, но главное — не вмешиваться в личную жизнь своего мужа. Жена пряла шерсть, ткала, занималась воспитанием детей, подготовкой к семейным праздникам, следя за тем, чтобы дом соответствовал социальному положению мужа.

## Греческая культура
Отстояв свою независимость, греки создали новое общество с новым образом мышления. Будучи торговцами, моряками и путешественниками, они оказали влияние на развитие многих культур. Философы, врачи и учёные распространяли новые взгляды на мир, основанные на наблюдении и дискуссии. Старые сельские обычаи отмирали с ростом городов. Создавались новые искусство, архитектура и наука. Развивались философия и медицина, основанные на изучении природы.
Театр в этот период играл большую роль в жизни греков. Театральные представления ведут своё происхождение от сельских праздников — Великих Дионисий. Их участники надевали козлиные шкуры и маски, изображая сатиров, спутников Диониса. Они танцевали, распевали песни, разыгрывали сценки из мифов. Позже появились актёры, сценки стали разыгрывать в специально построенных сооружениях — театрах, а представления продолжали называть трагедией(дословный перевод — песнь козлов). Театры
строили под открытым небом на склонах холмов, по которым полукругом спускались места для зрителей. Само представление разыгрывалось на круглой площадке, за которой помещалась палатка, где переодевались актёры. Эта палатка называлась Скена . Со временем её стали строить из камня. В Афинах театр был сооружён на склоне Акрополя возле храма бога Диониса и вмещал до 17 тысяч зрителей. Первый ряд был предназначен для самых знаменитых граждан полиса и его гостей. Для посещения представлений зрители покупали входные жетоны.

### Образование
Сыновей свободных граждан посылали в школу, где их обучали чтению, письму, танцам и где они занимались спортом. Писали они на восковых табличках специальным стержнем, называемым стило. Дочерей матери обучали ткачеству и работе по дому. Греческие ученики занимаются в классе различными предметами с учителем.

## Искусство

### Искусство Ранней классики
В эпоху ранней классики полисы Малой Азии теряют ведущее место в развитии искусства, которое они до того занимали. Важнейшими центрами деятельности художников, скульпторов, архитекторов становятся Северный Пелопоннес, Афины и греческий Запад. Искусство этой поры освещено идеями освободительной борьбы против персов и торжества полиса. Героический характер и повышение внимания к человеку-гражданину, создавшему мир, где он свободен и где уважается его достоинство, отличает искусство ранней классики. Искусство освобождается от тех жёстких рамок, которые сковывали его в эпоху архаики, это время поисков нового и в силу этого время интенсивного развития различных школ и направлений, создания разнородных произведений.

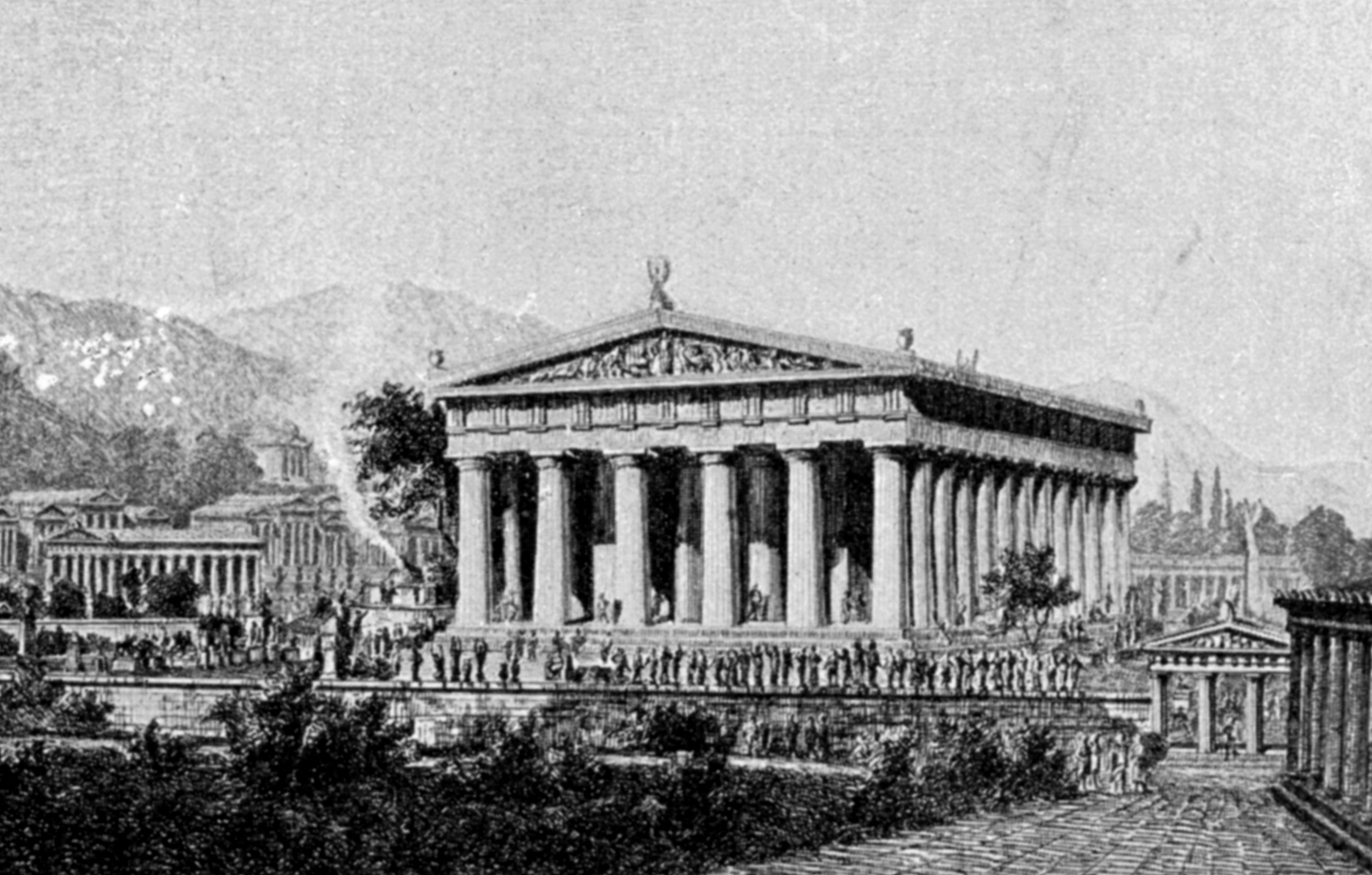
Историческая реконструкция Храма Зевса XIX века, выполненная Паулем Неффом Верлагом

На смену ранее господствовавшим в скульптуре двум типам фигур — куросу и коре — приходит гораздо большее разнообразие типов, например контрапост; скульптуры стремятся к передаче сложного движения человеческого тела. В архитектуре оформляется классический тип периптерального храма и его скульптурного декора. Этапными в развитии раннеклассической архитектуры и скульптуры стали такие сооружения, как сокровищница афинян в Дельфах, храм Афайи на острове Эгина, так называемый храм «Е» в Селинунте и храм Зевса в Олимпии. По скульптурам и рельефам, украшавшим эти сооружения, можно ясно проследить, как менялись их композиция и стиль в разные периоды — при переходе от архаики к строгому стилю и далее — к высокой классике, что именно характерно для каждого из периодов. Архаическое искусство создало совершённые в своей законченности, но условные произведения искусства. Задачей классики стало изобразить человека в движении. Мастер поры ранней классики сделал первый шаг по пути к большому реализму, к изображению личности, и естественно, что этот процесс начался с решения более лёгкой задачи — передачи движения человеческого тела. На долю высокой классики выпала следующая, более сложная задача — передать движения души. Утверждение достоинства и величия человека-гражданина становится главной задачей греческой скульптуры эпохи классики. В статуях, отлитых из бронзы или высеченных из мрамора, мастера стремятся передать обобщённый образ человека-героя во всем совершенстве его физической и нравственной красоты. Этот идеал имел большое этическое и общественно-воспитательное значение. Искусство оказывало непосредственное воздействие на чувства и умы современников, воспитывая в них представление о том, каким должен быть человек.
Вторая четверть V века — годы деятельности самого выдающегося из художников ранней классики — Полигнота. Судя по свидетельствам древних авторов, Полигнот, стремясь показать людей в пространстве, располагал фигуры заднего плана над передними, частично скрывая их на неровностях почвы. Этот приём засвидетельствован и в вазописи. Однако для вазописи этого времени наиболее характерно уже не следование за живописью в области стилистики, а самостоятельное развитие. В поисках изобразительных средств вазописцы не только шли за монументальным искусством, но, как представители наиболее демократического вида искусства, кое в чём и обгоняли его, изображая сцены из реальной жизни. В эти же десятилетия наблюдается упадок чернофигурного стиля и расцвет краснофигурного, когда для фигур сохраняли естественный цвет глины, пространство же между ними заполняли чёрным лаком.

### Искусство Высокой классики
Искусство высокой классики, подготовленное творческими исканиями художников предшествующего поколения, имеет одну важную особенность — наиболее значительным центром его развития становятся Афины, и влияние афинской идеологии все более определяет развитие искусства всей Эллады.
Искусство высокой классики — явное продолжение того, что возникло ранее, но есть одна область, где в это время рождается принципиально новое, урбанистика. Хотя накопление опыта и некоторых эмпирически найденных принципов градостроительства было результатом создания новых городов в период Великой колонизации, именно на время высокой классики приходится теоретическое обобщение этого опыта, создание цельной концепции и осуществление её на практике. Рождение градостроительства как теоретической и практической дисциплины, соединявшей в себе художественные и утилитарные цели, связано с именем Гипподама Милетского. Две основные черты характеризуют его схему: регулярность плана города, в котором улицы пересекаются под прямым углом, создавая систему прямоугольных кварталов, и зонирование, то есть чёткое выделение различных по функциональному назначению районов города.

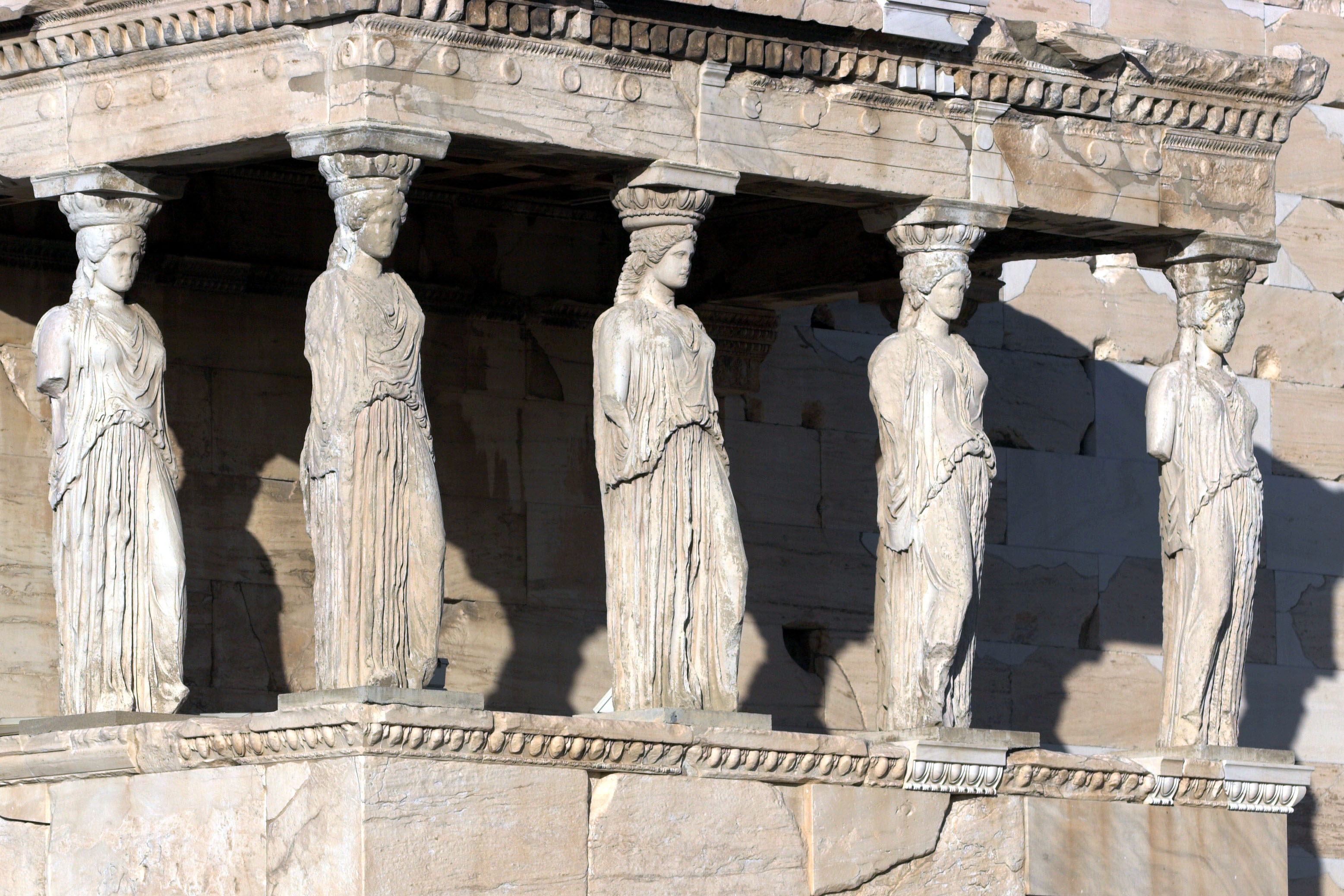
Эрехтейон. Портик кариатид.

Ведущим типом зданий по-прежнему оставался храм. Храмы дорического ордера активно строятся на греческом Западе: несколько храмов в Агригенте, среди которых выделяется так называемый храм Конкордии (в действительности — Геры Аргейи), считающийся лучшим из дорийских храмов в Италии. Однако масштабы строительства зданий общественного назначения в Афинах далеко превосходят все то, что мы наблюдаем в других частях Греции. Сознательная и целенаправленная политика афинской демократии, возглавляемой Периклом, — превратить Афины не только в самый могучий, но и самый культурный и прекрасный полис Эллады, сделать родной город средоточием всего лучшего, что есть в мире, — находила практическое воплощение и в широкой строительной программе.
Архитектура высокой классики характеризуется поразительной соразмерностью, сочетающейся с праздничной монументальностью. Продолжая традиции предшествующего времени, архитекторы вместе с тем не следовали рабски канонам, они смело искали новые средства, усиливающие выразительность создаваемых ими сооружений, наиболее полно отражающие заложенные в них идеи. При строительстве Парфенона, в частности, Иктин и Калликрат смело пошли на соединение в одном здании черт дорического и ионического ордера: снаружи Парфенон представляет типичный дорический периптер, но украшает его характерный для ионийского ордера сплошной скульптурный фриз. Соединение дорики и ионики применено и в Пропилеях. Чрезвычайно своеобразен Эрехтейон — единственный в греческой архитектуре храм с абсолютно асимметричным планом. Оригинально и решение одного из его портиков, где колонны заменены шестью фигурами девушек-кариатид. В скульптуре искусство высокой классики ассоциируется прежде всего с творчеством Мирона, Фидия и Поликлета. Мирон завершил искания мастеров предшествующего времени, стремившихся передать в скульптуре движение человека. В самом прославленном из его созданий — Дискоболе впервые в греческом искусстве решена задача передачи моментального перехода от одного движения к другому, окончательно преодолена идущая от архаики статичность. Полностью решив задачу передачи движения, Мирон, однако, не смог овладеть искусством выражения возвышенных чувств. Эта задача выпала на долю Фидия — крупнейшего из греческих скульпторов. Фидий прославился своими скульптурными изображениями божеств, особенно Зевса и Афины. Ранние его произведения известны ещё мало. В 60-е годы Фидий создаёт колоссальную статую Афины Промахос, возвышавшуюся в центре Акрополя.
Важнейшее место в творчестве Фидия заняло создание скульптур и рельефов для Парфенона. Синтез архитектуры и скульптуры, столь характерный для греческого искусства, находит здесь своё идеальное воплощение. Фидию принадлежала общая идея скульптурного оформления Парфенона и руководство его осуществлением, им же выполнена часть скульптур и рельефов. Художественный идеал торжествующей демократии находит законченное воплощение в величественных произведениях Фидия — бесспорной вершине искусства высокой классики.

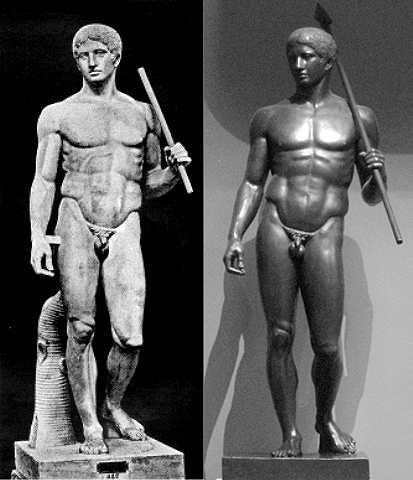
«Дорифор». Копия и реконструкция

Но, по мнению самих греков, величайшим творением Фидия была статуя Зевса в Олимпии. Зевс представлен сидящим на троне, в правой руке он держал фигуру богини победы Ники, в левой — символ власти — скипетр. В этой статуе также впервые для греческого искусства Фидий создал образ милостивого бога. Статую Зевса древние считали одним из чудес света.
Идеальный гражданин полиса — основная тема творчества другого скульптора этого времени — Поликлета из Аргоса. Он исполнял главным образом статуи атлетов-победителей в спортивных состязаниях. Наиболее известна его статуя «Дорифора» (юноши с копьём), которую греки считали образцовым произведением. Дорифор Поликлета — воплощение физически и духовно совершенного человека.
В конце V века в скульптуре начинают проявляться новые черты, получившие развитие в следующем веке. В рельефах балюстрады храма Ники Аптерос (Бескрылой) на Акрополе Афин особенно бросается в глаза динамизм. Те же черты видны и в скульптурном изображении Ники, выполненном Пеонием. Стремлением к передаче динамических композиций не исчерпывались искания скульпторов конца века. В искусстве этих десятилетий большое место занимают рельефы на надгробных памятниках. Обычно они создавались по единому типу: умерший в кругу близких. Основная черта этого круга рельефов (наиболее известный — надгробие Гегесо, дочери Проксена) — изображение естественных чувств простых людей. Тем самым в скульптуре решаются те же задачи, что и в литературе (трагедия Еврипида).
К сожалению, о великих греческих художниках (Аполлодор, Зевксис, Паррасий) мы не знаем почти ничего, кроме описания некоторых их картин и сведений об их мастерстве. Можно полагать, что эволюция живописи в основном шла в том же самом направлении, что и скульптуры. Согласно сообщениям древних авторов, Аполлодор Афинский открыл в конце V века эффект светотени, то есть положил начало живописи в современном смысле этого слова. Паррасий стремился к передаче средствами живописи душевных движений. В вазописи второй половины V века все большее место занимают бытовые сцены.
|  |

## Разобщённость городов-государств
Афины, Спарта и некоторые другие города объединялись в борьбе против персов, продолжавшейся более 50 лет, и одержали победу при Саламине в 480 г. до н. э. и Марафоне в 490 г. до н. э. Из-за того что Спарта испугалась роста могущества Афин, началась Пелопоннесская война, продолжавшаяся 25 лет. Разобщённость городов-государств привела к тому, что в 338 г. до н. э. Грецию завоевал македонский царь Филипп II — отец Александра Македонского (Великого).

## Основные даты
- 540 до н. э. Персы завоёвывают Ионию (восточный берег Эгейского моря).
- 500 г. до н. э. Восстание греческих полисов Ионии против персидского господства.
- 490 г. до н. э. Победа греков над персами в битве при Марафоне.
- 480 до н. э. Нашествие персов во главе с царём Ксерксом на Грецию. Героическая гибель спартанского царского отряда из трёхсот воинов во главе со спартанским царём Леонидом в битве против персов при Фермопилах. Морское сражение между персами и греками при Артемисии. Победа греков над персами в морской битве при Саламине.
- 479 г. до н. э. Победа греков над персами в сухопутной битве при Платеях и в морской битве при Микале.
- 449 г. до н, э. Каллиев мир между персами и греками. Греческие полисы Ионии освобождаются от власти персов. Персидскому флоту запрещено плавание в Эгейском и Мраморном морях.
- 431 — 404 до н. э. Пелопоннесская война между Делосским морским союзом во главе с Афинами и Пелопоннесским союзом во главе со Спартой.
- 404 до н. э. Победа Спарты над Афинами
- 371 до н. э. Упадок Спарты. Главным городом становятся Фивы.
- 338 до н. э. Филипп Македонский завоёвывает Грецию после победы македонского войска над греками в битве при Херонее.